# Carlos Alberto (football, 1984)
Pour les articles homonymes, voir Carlos Alberto, Carlos Gomes et Gomes.
 Carlos Alberto, de son vrai nom  Carlos Alberto Gomes de Jesus, est un footballeur brésilien né le 11 décembre 1984 à Rio de Janeiro. Il joue au poste de milieu offensif dans les années 2000 et 2010.

## Biographie
Carlos Alberto est formé au Fluminense FC où il commence sa carrière, Carlos Alberto se fait remarquer et signe au FC Porto.
Carlos Alberto est remarqué lors de la finale de la Ligue des champions 2004, dans laquelle il inscrit le premier but du FC Porto face à l'AS Monaco. Alors qu'on lui prédit un transfert vers un grand club européen, il choisit le SC Corinthians, qui vient également de recruter Carlos Tévez et Javier Mascherano. Le montant du transfert dépasse les 10 millions d'Euros. Ce choix s'avère être un échec, puisqu'il n'arrive pas à intégrer durablement la Seleção.
Désireux de revenir sur le devant de la scène européenne, il est transféré pour 8,5 millions d'euros au Werder Brême en 2007 (le montant de son transfert constituant un record pour le club de la Weser). Caractériel et incapable de s'acclimater au championnat allemand, il est prêté pour six mois à São Paulo le 16 janvier 2008.
En mai 2008, il est prêté au club de Botafogo. En janvier 2009, il est prêté au CR Vasco da Gama où il signe un contrat de 3 ans en juillet 2010.

## Palmarès
- Champion du Portugal en 2004 avec le FC Porto
- Vainqueur de la Ligue des champions en 2004 avec le FC Porto
- Vainqueur de la Supercoupe du Portugal en 2004 avec le FC Porto
- Vainqueur de la Coupe intercontinentale en 2004 avec le FC Porto
- Champion du Brésil en 2005 avec le SC Corinthians
- Vainqueur de la Coupe du Brésil en 2007 avec le Fluminense Football Club